# Vaterpolska reprezentacija Trinidada i Tobaga
Vaterpolska reprezentacija Trinidada i Tobaga predstavlja državu Trinidad i Tobago u športu vaterpolu.

## Osvojena odličja

### Razvojni trofej FINA-e u vaterpolu
- 2009.:  bronca